# أول إصلاح (فلم)
أول إصلاح (بالإنجليزية: First Reformed) فيلم دراما أمريكي صدر في العام 2017، من تأليف وإخراج بول شريدر. الفيلم من بطولة إيثان هوك، أماندا سيفريد وسيدريك ذا انترتينر. الفيلم يعرض قصة كاهن بروتستانتي يواجه شكوك حول الإيمان والأخلاق في الوقت الذي يخدم فيه كقس في كنيسة تاريخية. عُرِض الفيلم في المسابقة الرئيسية في مهرجان البندقية السينمائي الدولي في 31 أغسطس 2017، وصدر في الولايات المتحدة في 18 مايو 2018  عن طريق شركة إيه 24.

## الطاقم
- إيثان هوك في دور القس إرنست تولر
- أماندا في دور مريم منسانا
- سيدريك الفنانفي دور  القس جيفرز
- فيكتوريا هيل في دور  استير
- فيليب إيتنغر في دور مايكل
- مايكل غاستون في دور إدوارد
- بيل هوغ في دور جون الدر

## الإنتاج
أول إصلاح تم تصويره على مدى 20 يوما في  بروكلين وكوينز في ولاية  نيويورك.

## الإصدار
في سبتمبر 2017، حصلت شركة إيه 24 على حقوق توزيع الفيلم. وأصدرته الشركة في الولايات المتحدة في 18 مايو 2018. وأيضا عرض في عدد من المهرجانات السينمائية من بينها مهرجاني «نيوزيلندا السينمائي الدولي»، وملبورن السينمائي الدولي.

### شباك التذاكر
أول إصلاح حقق أرباحًا تقدّر بـ 100,270 دولارًا أمريكيًا عبر أربعة دور عرض في افتتاح محدود، بمتوسط قدره 25,068 دولارًا أمريكيًا لكل دار عرض وهو واحد من أفضل أفلام  شريدر من حيث الإيرادات.